# Edward Lopes
Edward Lopes (1935) é um linguista, semioticista e romancista brasileiro. Ficou conhecido principalmente pelo seu livro Fundamentos da linguística contemporânea, publicado originalmente em 1976. Foi professor da Universidade Estadual Paulista. Criou, em 1974, a revista Significação.